# فيل نايت
فيليب هامبسون «فيل» نايت (بالإنجليزية: Philip Knight) (ولد في 24 فبراير 1938، بورتلاند، الولايات المتحدة) هو رجل أعمال وفاعل خير أمريكي، وهو المؤسس المشارك والرئيس الفخري لشركة نايكي، كما عمل في السابق في منصب رئيس الشركة ومدير الشركة التنفيذي. في نوفمبر 2015، وضعته مجلة فوربس في المركز الخامس عشر بصفته أحد أثرياء العالم، بصافي ثروة بلغت 28.1 مليار دولار أمريكي.
فيل هو صاحب إستديو لايكا لتقنية إيقاف الحركة في الرسوم المتحركة.
تخرج فيل من كلية ستانفورد للدراسات العليا في إدارة الأعمال، جامعة ولاية أوريغون. وقد تبرع بمئات الملايين من الدولارات لكلتا الكليتين، في عام 2006، تم اعتبار فيل صاحب أكبر تبرع في تاريخ كلية ستانفورد. في عام 2016، حقق فيل رقما قياسيا جديدا ليصبح هو أكبر متبرع فردي بعد تبرعه بمبلغ 400 مليون لجامعة أوريغون لصالح برنامج ستانفورد الجديد باحثين هينيسي نايت.
يعرف عن فيل مشاركته في الأنشطة الطلابية فعلى سبيل المثال ركض فيل تحت قيادة الكابتن بيل باورمان في جامعة ولاية أوريغون، الذي ساهم أيضا في تأسيس شركة نايكي.

## السيرة الذاتية

### النشأة
ولد نايت في بورتلاند، ولاية أوريغون، عمل والده في بداية حياته في أكثر من مهنة فعمل فترة كمحامي قبل أن يصبح ناشر في صحيفة، وتزوج من لوتا هاتفيلد نايت. تربى نايت قي حي بورتلاند في إيستموريلاند، وإلتحق بمدرسة كليفلاند الثانوية. وفقا لإحد المصادر، "رفض والده إعطاءه وظيفة في موسم الصيف في صحيفته، صيحفة أوريغون،
معللا أن على إبنه أن يحصل على وظيفة معتمدا على نفسه، ليذهب فيل في الصحيفة المنافسة، ذا أوريجونيان، حيث عمل في الفترة الليلة مغطيا الأحداث الرياضية قبل أن يرجع إلى منزله الذي يبعد عن الصحيفة ما يقرب من سبعة أميال في صباح اليوم التالي جريا."
أكمل نايت تعليمه في جامعة أوريغون (UO) في يوجين، وإلتحق بأخوية فاي جاما دلتا ("FIJI")، كما كان مراسلا رياضيا لجريده أوريجون أليمارد اليومية. حصل نايت على بكاليروس الصحافة في عام 1959.
وبصفته عداء مسافات متوسطة في الجامعة (UO)، كان أفضل رقم حققة هو 1 ميل (1.6 كيلومتر) في 4 دقائق، 10 ثواني، وفاز بالعديد منة الجوائز في سباقات عام 1957، 1958، 1959. في عام 1977، أسس نايت بمساعدة كلا من بيل باورمان وجيوف هوليستر فريقا أسموه الفريق الأمريكي لألعاب القوى الغربية.

### الحياة العملية
قبل ازدهار شركة نايكي التي كانت تسمى قديما بلو ريبون سبورتس، كان نايت محاسب قانوني معتمد (CPA)، في البداية عمل في برايس وتر هاووس كوبرز، ثم في كوبرز * ليبراند. ثم أصبح بعد ذلك أستاذ المحاسبة في جامعة ولاية بورتلاند (يسو).

### شركة نايكي

سووش العلامة التجارية لشركة نايكي

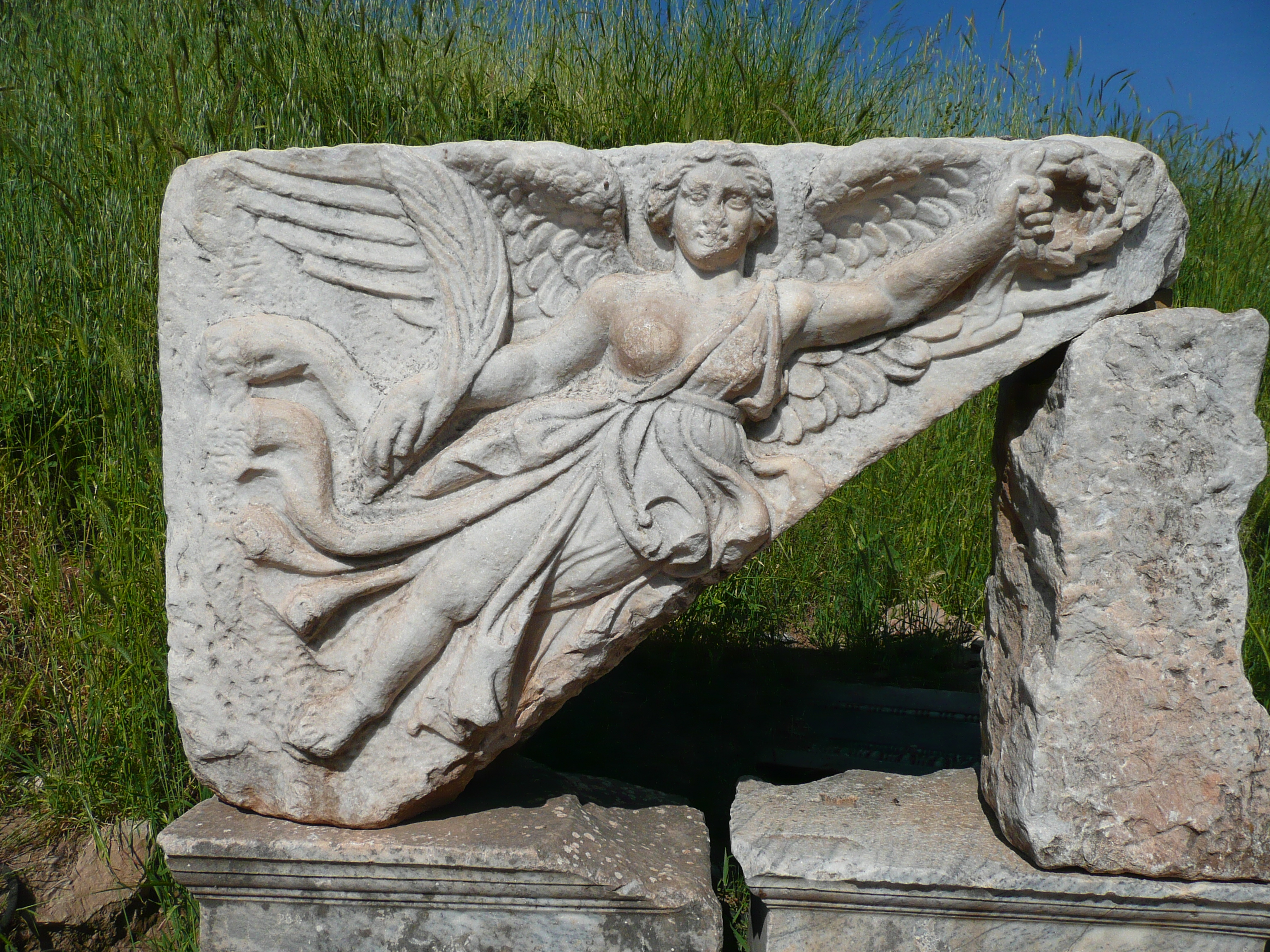
نايكي، آلهة النصر المجنحة في الثقافة (الميثولوجيا) اليونانية والتي سميت الشركة تينا بها.

تجند نايت مباشرة بعد تخرجة من جامعة ولاية أوريغون في الجيش، قضى فيها سنة واحدة في الخدمة الفعلية وسبع سنوات على قوى احتياط الجيش. بعد قضاه عام التجنيد الفعلي، التحق نايت بكلية ستانفورد للدراسات العليا في إدارة الأعمال. في صف فرانك شالينبرغر عن الأعمال الصغيرة، طور نايت علاقة حب أخرى غير علاقة حبه بالرياضة، ليكتشف أنه يستطيع أن يصبح رجل أعمال ناجح. وعندما سئل عن صف شالينبرغر في إحدى محاورته مع مجلة ستانفورد صرح قائلا:
:«ذلك الصف كان 'آها!' ... قام شالينبرغر فيه بتعريف مقومات رجل الأعمال ونوع رجل الأعمال الناجح، عندها فقط أدركت أنه كان يتحدث إلي. وأتذكر قولي لنفسي بعظها 'هذا حقا ما أود القيام به».
في هذا الصف، إحتاج نايت إلى إنشاء خطة عمل خاصه به. تعتبر ورقته «هل يمكن للأحذية الرياضية اليابانية أن تفعل بالأحذية الرياضية الألمانية ما فعلته الكاميرات اليابانية بالكاميرات الألمانية؟» هي بداية تفكيره في بيع الأحذية الرياضية. تخرج نايت في عام 1962 حاصلا على درجة الماجستير في إدارة الأعمال.
انطلق نايت في رحلة حول العالم بعد التخرج، توقف خلالها في كوبه، اليابان في نوفمبر 1962. في تلك الفترة وجد الأحذية الرياضية عليها نمر كعلامة تجارية، تصنع في كوبي من قبل شركة اونيت سوكا. دفع انبهار نايت بجوده الأحذية وانخفاض سعرها إلى التواصل مع صاحب الشركة السيد أونيت سوكا، الذي وافق بدوره على مقابلته. خرج نايت من هذا الاجتماع حاصلا على حقوق توزيع الأحذية في غرب الولايات المتحدة.
تمركزت أول مبيعات نايت في سيارة بلايموث خضراء على طريق سريع يؤدي إلى المنطقة الشمالية الغربية للمحيط الهادئ. وبحلول عام 1969، كان ما يجنيه نايت كافيا لجعله يترك عمله كمحاسب ويعمل بشكل دائم لدى شركة بلو ريبون الرياضية.
اقترح جيف جونسون، صديق قديم لنايت تسمية الشركة باسم نايكي، تيمنا بآلهة النصر المجنحة في الثقافة (الميثولوجيا) اليونانية. يعتبر شعار نايك (سووش) الآن من أقوى العلامات التجارية في العالم، مع العلم أن كارولين دافيدسون مصممه الشعار قد حصلت على 35 دولار أمريكي فقط مقابل تصميمه في عام 1971. وفقا لموقع نايكي، صرح نايت في ذلك الوقت قائلا:
:«أنا لم أحب التصميم، ولكنه سينمو معي.»
في سبتمبر 1983، حصلت دافيدسون على مبلغ لم يتم الإفصاح عنه من أسهم شركة نايكي مقابل حق العلامة التجارية للشركة. في البرنامج التلفزيوني الشهير أوبرا في إبريل 2011، ادعى نايت أنه أعطى دافيدسون 'بضع مئات من أسهم الشركة' عند دخول اسهم الشركة في البورصة.

### استوديوهات فينتون/لايكا

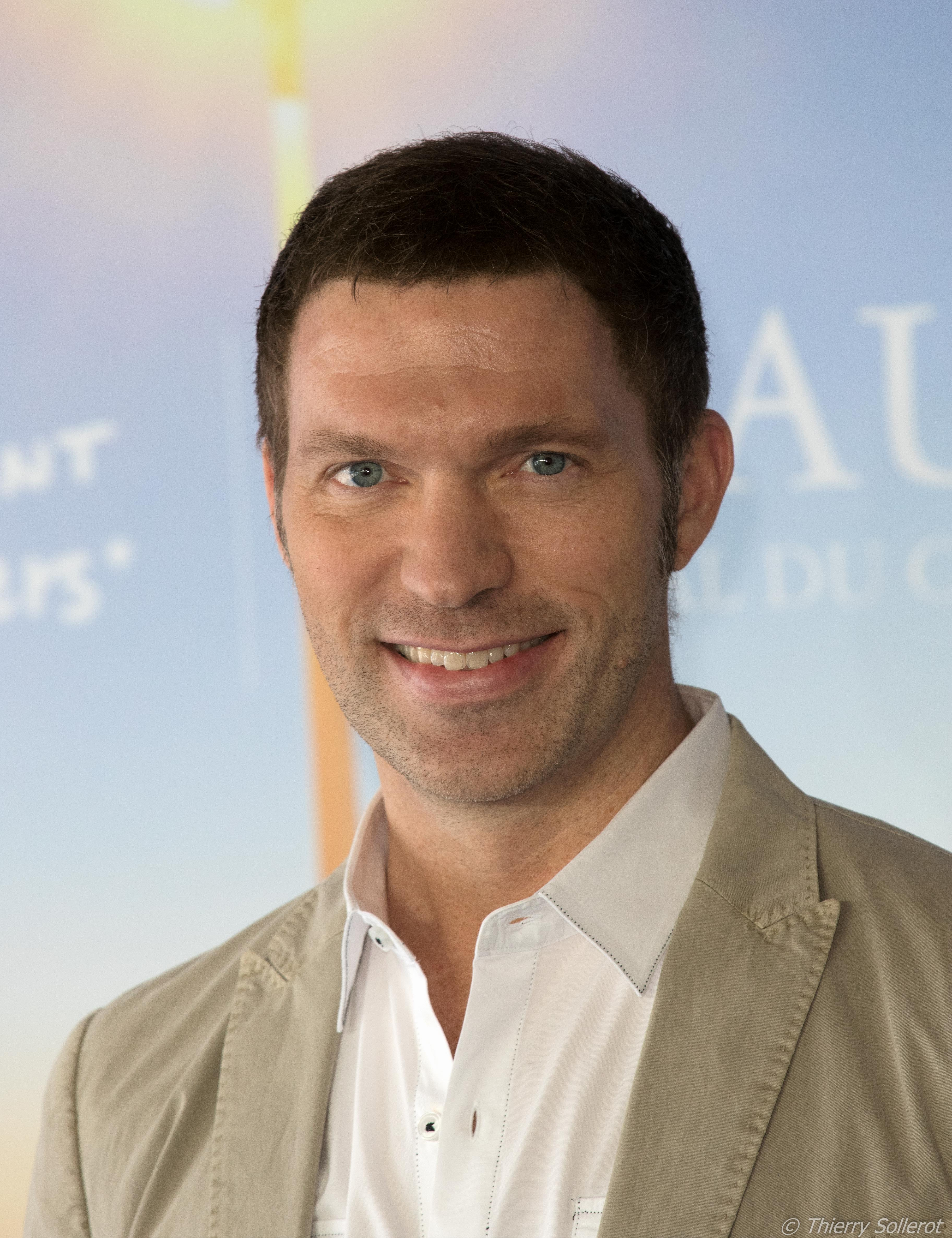
ترافيس نايت الإبن الأوسط لفيل

شهدت إستوديهات الرسوم المتحركة فينتون نموا سريعا في أواخر التسعينات، وإحتاج فينتون أن يشارك مستثمرين ذوي خبرات واسعة لضمان بقاء الشركة على مسارها الصحيح، كان فيل نايت من بين هؤلاء المستثمرين. وبالفعل تعاون الثنائي واشترى نايت 15% من أسهم الشركة في عام 1998، الأمر الذي سهل عليه تعيين إبنه ترافيس المتخرج من جامعة PSU في الشركة كرسام رسوم متحركة بعد فشله في مهنة موسيقى الراب.
تعرضت الشركة فترة زمنية لا بأس بها من سوء الإدارة نتيجة لاختلاف الأراء، فقرر نايت في نهاية الأمر أن يقوم بشراء استوديوهات فينتون ليحكم قبضته على مجلس إدارة الشركة ليديرها هو بالتعاون مع المديرين التنفيذين لنايكي. في أواخر عام 2003، أدخل نايت إبنه في مجلس إدارة الشركة، بعدما قام بإثبات نفسه كرسام ناجح للرسوم المتحركة. بعد استقاله فينتون من مجلس إدارة الشركة قرر نايت تغيير اسم الشركة إلى لايكا. كما قرر إستثمار 180 مليون دولار أمريكي وإنتاج أول فيلم روائي، كورالاين في عام 2009. كانت إيرادات الفيلم الهائلة كافية لترقية ترافيش نايت إلى المدير التنفيذي للشركة، ليصبح في نفس العام رئيس الشركة.

### وفاة ماثيو نايت
في مايو 2004، بعد عامين من شراء نايت لشركة إستديوهات فينتون، سافر إبنه ماثيو نايت ذو 34 عام إلى السلفادور لتصوير فيلم بهدف جمع التبرعات لجمعية الأطفال المسيحين في العالم، وهي منظمة خيرية غير ربحية. اثناء تمتعه برياضة الغوص مع أصدقائه في بحيرة ايلوبانغو، قرب سان سلفادور، تهرض ماثيو لنوبة قلبية على بعد 65 قدم (20 متر) تحت سطح الماء. أرجع الأطباء سبب النوبة إلى عيوب خلقية لم يتم الكشف عنها مسبقا. سافر كلا من ترافيس ونايت عندما سمعوا الخبر إلى السلفادور لإعادة جثة ماثيو للولايات المتحدة.
أوضح ترافيس سبب هذا الفعل في عام 2007 قائلا:
«فعلنا هذا للم شمل العائلة. في تلك اللحظة تيقنت أن كل ما نقوم به يمكن أن ينتهي في لحظة واحدة.»
قامت استديوهات لايكا في عام 2005 بإطلاق فيلم قصير بعنوان مون جير (فتاة القمر) تكريما لذكرى وفاة ماثيو.
استقال نايت من منصبة كرئيس تنفيذي لشركة نايكي في 18 نوفمبر 2004، بعد أشهر قليلة من جنازة ابنه ماثيو، ولكنه احتفظ بمنصبة كرئيس مجلس إدارة الشركة. جاء بعده ويليام بيريز، الرئيس التنفيذي السابق لشركة جونسون، والذي سرعام ما حل محله مارك باركر في عام 2006.
في عام 2011، تم تسمية ساحة ماثيو نايت في جامعة ولاية أوريغون تكريما له.

### ما بعد نايكي
في الفترة ما بين عام 2009-2010، كان نايت هو أكبر مساهم فردي لحملة إلغاء مادتي 66 و 67 من دستور أوريغون، والتي بمجرد الموافقة عليها سيتم زيادة ضريبة الدخل على بعض الشركات والأشخاص ذوي الدخل المرتفع.
وفقا لملف 10 فبراير 2012 المنشور بواسطة النائب جون كوبرن الثالث، فإن نايت يمتلك 67,097,005 من الأسهم العادية من الفئة أ و 7,740 من الأسهم العادية من الفئة ب في شركة نايكي.
في يونيو 2015، أعلنت شركة نايكي ومؤسسها نايت أنه سيتنحى عن منصبة كرئيس للشركة، معلنا مارك باركر خلفا له. ومع ذلك لم يتم تحديط موعد لمغادرته. وأعلن عن نيته للإستقاله من مجلس إدارة الشركة في نهاية يونيو عام 2016.

### مذكراته
في أواخر 2015، أعلن فيل نايت عن نيته لكتابه مذكراته عن أيامه الخوالي وعلامة نايكي. نشر مذكراته بعنوان حذاء الكلب في 26 أبريل 2016.

## الأعمال الخيرية

### جامعة ستانفورد
في عام 2006، تبرع فيل نايت بمبلغ 105 مليون دولار لكلية إدارة الأعمال بجامعة ستانفورد. اعتبر هذا التبرع هو التبرع الفردي الأكبر للكلية. وتكريما له تم تسمية ساحة الحرم الجامعي بساحة نايت لإدارة الأعمال.
في عام 2016، تم الإعلان عن نية نايت بالتبرع بمبلغ 400 مليون دولار للبدء ببرنامج تعليمي جديد لطلاب الدراسات العليا يسمى بمنحة نايت هينيسي. يستقبل البرنامج حوالي 100 طالب كل عام موفرا لهم قيادة واضحة وكافة الالتزامات المدنية مثلها مثل منحة رودس. ستكفى هذه التبرعات ما يقرب من 80% من نفقات المعيشة والتعليم في مدارس الدراسات العليا السبع في جامعة ستانفورد. وعد الخريجين نايت بأن يحاولوا التصدي للتحديات العالمية مثل تغير المناخ والفقر على قدر المستطاع.

### جامعة ولاية أوريغون
تبرع نايت بمبلغ 10 ملايين دولار للجانب الأكاديمي في جامعة ولاية أوريغون. كما وعد بإنشاء صندوق نايت لدعم تجديد المكتبة، بناء كراسي على طول الحرم الجامعي وإنشاء مركز نايت للقانون. في خريف عام 2016، تم الإعلان عن نية نايت بالتبرع بمبلغ 500 مليون للجامعة لبناء ثلاثة مباني جديدة عبارة عن معامل ومراكز بحث معقدة.

#### جامعة أوريغون
في أغسطس 2007، أعلن كلا من نايت وزوجته عن نيتهم بالتبرع بمبلغ 100 مليون دولار لإنشاء مركز أوريغون لألعاب القوى داخل الجامعة في محاولة منه لنشر ودعم البرامج الرياضية داخل الجامعة. ردا على ذلك، صرح بات كيلكيني المدير الرياضي قائلا:
:«بفضل هذا التبرع الضخم سيحقق المركز اكتفاءه الذاتي ويخلق جوا من المرونة والقدرة المالية التي تجعل الجامعة قادرة على المضي قدما في الساحات الرياضية الجديدة.»
تم اعتبار هذا التبرع الأضخم في تاريخ الجامعة في ذلك الوقت.
في عام 2010، تم بناء مبني لفريق كرة السلة الخاص بالجامعة، وتشييد ساحة ماثيو نايت كنتيجة للشراكه بين نايت والمدير الرياضي للجامعة بات كيلكيني.
لم يدفع نايت المبلغ الذي وعد به مباشرة، ولكنه تحمل تكلفة بناء الصالة الرياضية وساحة باسم إبنه ماثيو متجاوزا بذلك المبلغ المحدد. تم بناء الصالة مكان مبنى محكمة ماك أرثر وبلغت تكلفة إنشاءه ما يزيد عن 200 مليون دولار. تم بناء الصالة باستخدام سندات مدعومة من ولاية أوريغون.
يرجع الفضل أيضا في إنشاء ملعب كرة قدم جامعة اوريغون البالغ مساحته 145,000 قدم مربع إلى فيل نايت حيث قام بتمويل المشروع بمبلغ 68 مليون دولار، تم افتتاح الملعب في يوليو 2013. وضع نايت خزانة شخصية له في غرفة خلع ملابس الفريق وكتب عليها العم فيل في محاولة معنوية منه لتحفيز الفريق دائما وكوعد منه من أنه سيكون موجود دائما.
تم إنشاء الصالة على أحدث الصيحات فتم بناء الأرضية من الخشب البرازيلي، كما توجد شواحن أي فون أبل في كل خزنة من خزن اللاعبين، قاعات وغرف اجتماعات مجهزة على أعلى مستوى، غرف ألعاب للاعبين تحتوي على شاشات عرض كبيرة، طاولات فوسبول وكافيتريا.
في نوفمبر 2015، تم الإعلان عن نيه نايت وزوجته بالتبرع بمبلغ 19.2 مليون دولار لمشروع رياضي معقد جديد في جامعة أوريغون. في سبتمبر تم الإعلان عن نية المشروع إستهداف مساحة 29,000 قدم مربع. بدأ العمل على المشروع في يناير 2016 وإنتهى في سبتمبر 2016.

### مشاريع أخرى

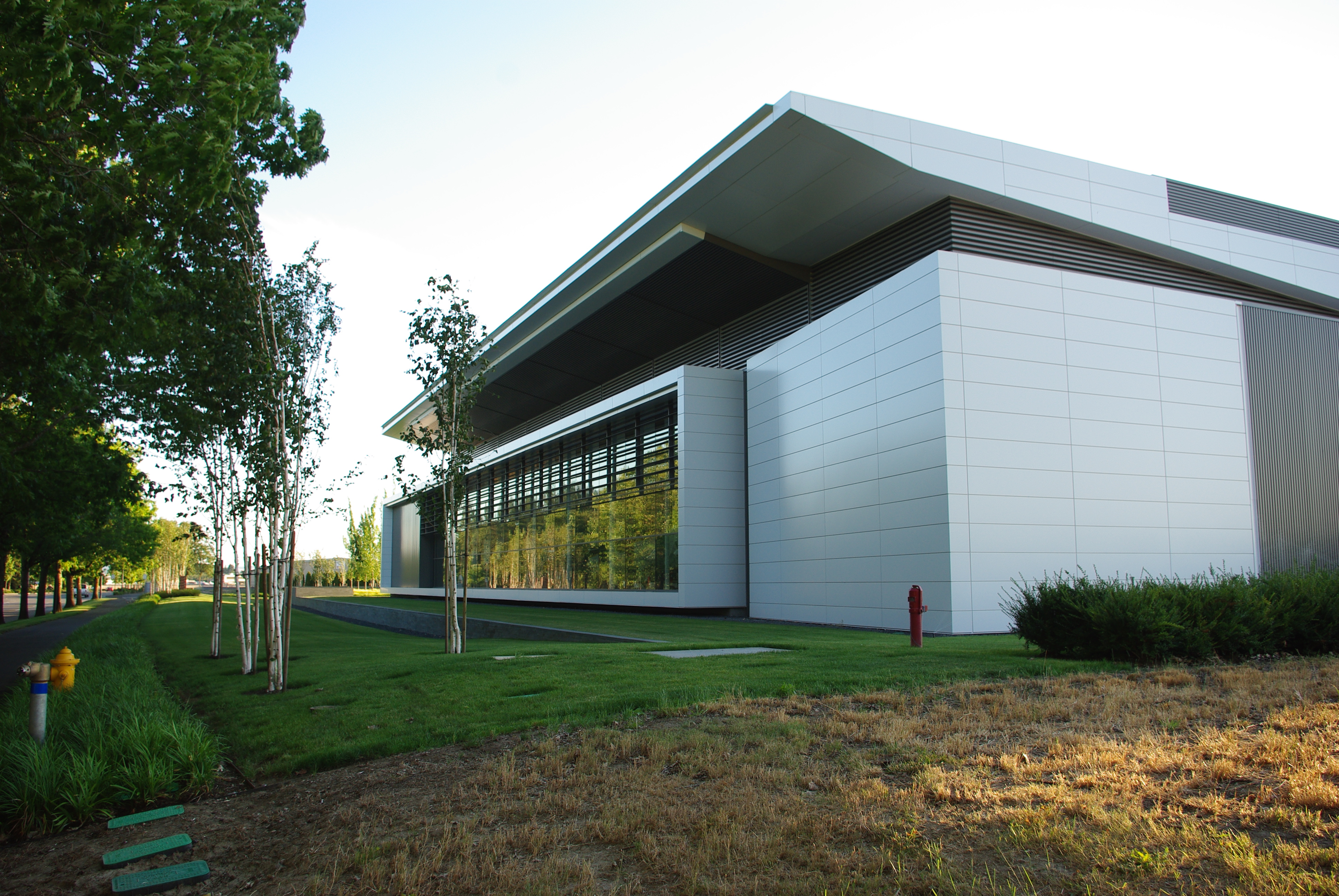
حظيرة نايت الشخصية في هيلزبورو، ولاية أوريغون.

في أكتوبر 2008، تبرع الثنائي المكون من نايت وزوجته بمبلغ 100 مليون دولار لمعهد OHSU للسرطان، ليصبح التبرع هو الأكبر في تاريخ جامعة أوريغون للصحة والعلوم مدرسة الطب. وكتكريم له وافق مجلس إداره المعهد على تسميه المعهد بمعهد نايت OHSU للسرطان.
في أكتوبر 2010، تبرع نايت بعدة ملايين لمدرسة جبل كاتلن لإنشاء منحة دراسية للوافدين الجدد.

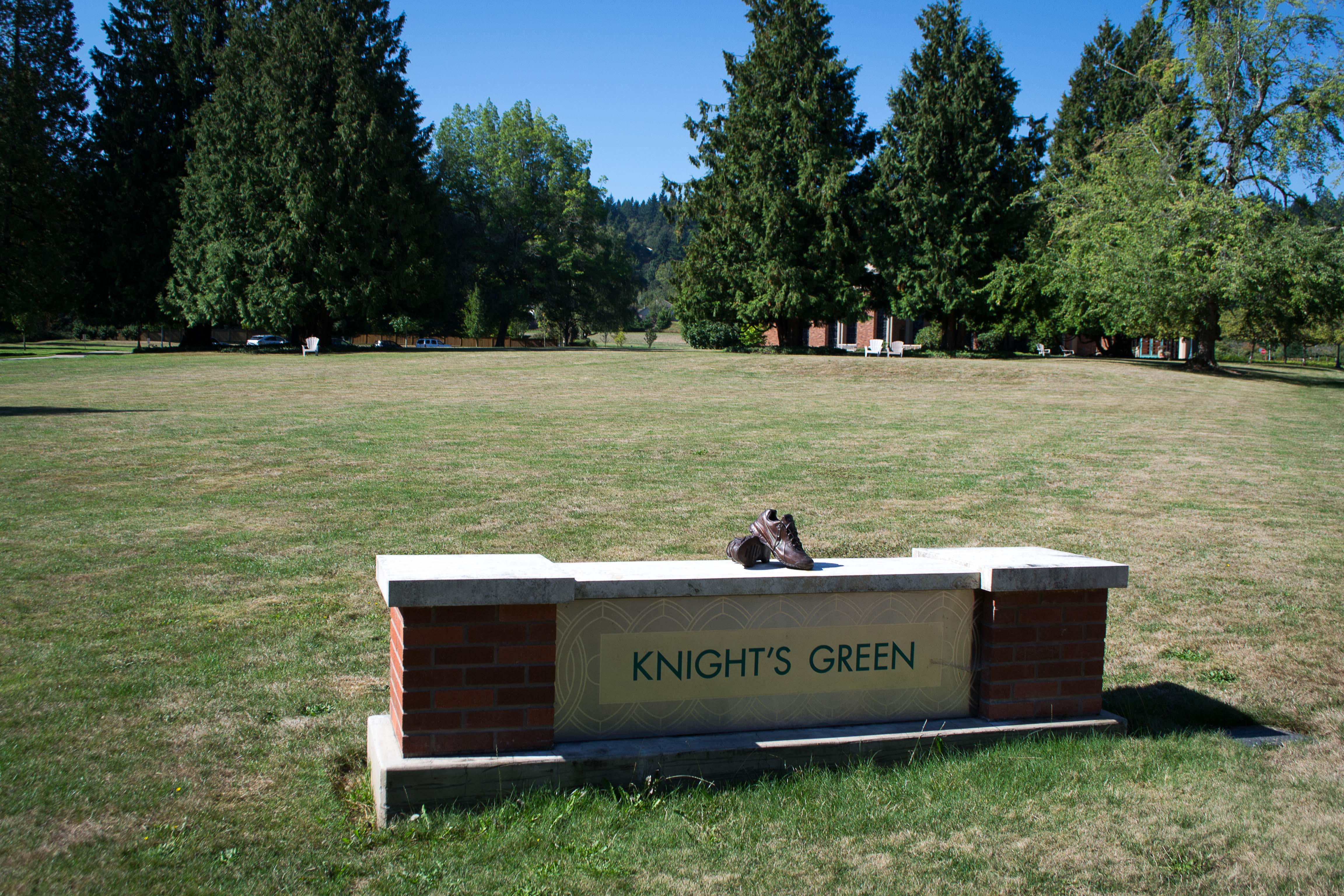
قرض نايت الأخضر، هو قرض بإسم نايت خاص بجامعة ماريلهورست في ماريلهورست بولاية أوريغون

في 18 مايو 2012، تبرع نايت بمبلغ 65,000 دولار للجنة العمل السياسي (PAC).
في خريف 2014، تداولت وسائل الأعلام خبر أن نايت سيتبرع بمبلغ مليار دولار لصندوق هبات جامعة أوريغون. ولكن هذا لم يتم تأكيد الخبر فلم يخرج خارج حيز الشائعات. في 7 سبتمبر 2013، فاجأ نايت الجمهور الحاضر لمؤتمر معهد نايت OHSU للسرطان، عندما أعلن عن نيته بالتبرع بمبلغ 500 مليون للأبحاث العلمية في غضون سنتين. في 25 يونيو 2015، تبرع نايت بالمبلغ المتفق عليه، وأعلن عن تبرعه بمبلغ 500 مليون دولار أخرى، ليصبح المبلغ النهائي هو مليار دولار التي أعلنتها وسائل الإعلام سابقا.
في ديسمبر 2016، أعلن نايت عن تبرعه بأسهم من شركة نايكي للأعمال الخيرية وصلت قيمتها في ذلك الوقت إلى 112 مليون دولار.

## التكريم
في عام 2000، تم وضع اسم فيل نايت في قاعه المشاهير الخاصة بولاية أوريغون تكريما له على دوره في تطوير الرياضة. في ذلك الوقت كان نايت قد تبرع بما يقارب 230 مليون دولار لجامعة أوريغون أغلبها لألعاب القوى.
في 24 فبراير 2012، تم ترشيح نايت لدخول قاعة نايسميث التذكارية لمشاهير كرة السلة كمساهم باعتبار أنه المسئول عن تبرعات شركة نايكي الكبيرة لكرة السلة الأمريكية. وبالفعل في ع سبتمبر 2012، تم إدراج اسم فيل نايت في قاعة المشاهير.
تكريما لمجمل أعماله الخيرية، تم انتخاب فيل نايت لعضوية الأكاديمية الأمريكية للفنون والعلوم عام 2015.

## الحياة الشخصية
قابل نايت زوجته، بينيلوب 'بيني' باركس، أثناء عمله في جامعة بورتلاند الحكومية. تزوج الثنائي في 13 سبتمبر عام 1968. يعيش الثنائي في منزلهما الخاص في لا كوينتا، كاليفورنيا.

## وصلات خارجية
- الموقع الرسمي لشركة نايكي
- صفحة فوربس لفيل نايت
- فيل نايت على موقع مونزينجر (الألمانية)
- فيل نايت على موقع إن إن دي بي (الإنجليزية)